# Bounce (album)
Bounce – ósmy album studyjny zespołu Bon Jovi, wydany ze względu na zamach terrorystyczny w Nowym Jorku 11 września 2001 roku.

## Lista utworów
| Bounce | Bounce                                                      | Bounce  |
| Nr     | Tytuł utworu                                                | Długość |
| ------ | ----------------------------------------------------------- | ------- |
| 1.     | „Undivided” (Bon Jovi, Sambora, Falcon)                     | 3:53    |
| 2.     | „Everyday” (Bon Jovi, Sambora, Carlsson)                    | 3:00    |
| 3.     | „The Distance” (Bon Jovi, Sambora, Child)                   | 4:48    |
| 4.     | „Joey” (Bon Jovi, Sambora)                                  | 4:54    |
| 5.     | „Misunderstood” (Bon Jovi, Sambora, Carlsson, Child)        | 3:30    |
| 6.     | „All About Lovin' You” (Bon Jovi, Sambora, Carlsson, Child) | 3:46    |
| 7.     | „Hook Me Up” (Bon Jovi, Sambora, Carlsson, Child)           | 3:54    |
| 8.     | „Right Side of Wrong” (Bon Jovi)                            | 5:50    |
| 9.     | „Love Me Back to Life” (Bon Jovi, Sambora)                  | 4:09    |
| 10.    | „You Had Me from Hello” (Bon Jovi, Sambora, Carlsson)       | 3:49    |
| 11.    | „Bounce” (Bon Jovi, Sambora, Falcon)                        | 3:11    |
| 12.    | „Open All Night” (Bon Jovi, Sambora)                        | 4:22    |
|        |                                                             | 49:06   |

| bonus tracki wydane w Japonii | bonus tracki wydane w Japonii  | bonus tracki wydane w Japonii |
| Nr                            | Tytuł utworu                   | Długość                       |
| ----------------------------- | ------------------------------ | ----------------------------- |
| 1.                            | „No Regrets”                   | 4:02                          |
| 2.                            | „Postcards from the Wasteland” | 4:37                          |
|                               |                                | 8:39                          |

## Wykonawcy
- Jon Bon Jovi – główny wokal, gitara
- Richie Sambora – wokal wspierający, gitara prowadząca
- Hugh McDonald – gitara basowa, wokal wspierający
- Tico Torres – perkusja
- David Bryan – keyboard, wokal wspierający